# Via di Francesco
(Tommaso da Celano)
La Via di Francesco è un percorso escursionistico, che unisce i luoghi più significativi nella vita di San Francesco, lungo circa 500 km, dal Santuario della Verna, in provincia di Arezzo, fino a Roma, percorribile a piedi, in bicicletta oppure a cavallo.

## Il Cammino
Considerando Assisi come punto d’arrivo sono due i possibili percorsi da compiere
- Via del Nord

Dal Santuario de La Verna in Toscana, dove San Francesco ricevette le stimmate nel 1224, si attraversa il Parco Nazionale delle Foreste Casentinesi e si arriva nell'Alta Valle del Tevere, prima in Toscana, poi in Umbria. Attraversate Pieve Santo Stefano, Caprese Michelangelo, Anghiari, Sansepolcro, Citerna, Città di Castello e Pietralunga si giunge prima a Gubbio, luogo del celebre episodio del lupo, e poi a Valfabbrica. Ultima tappa Assisi e la Basilica di San Francesco. Il percorso prevede anche una possibile deviazione per Perugia.
- Via del Sud

Si inizia da Roma, uscendo lungo il fiume Tevere, per attraversare la campagna romana fino alla Valle Santa di Rieti. Si attraversano i Santuari francescani di Greccio, della Foresta, Poggio Bustone e Fontecolombo fino ad arrivare in Umbria e più precisamente in Valnerina. Dopo Arrone, Ferentillo e Ceselli si arriva nella valle di Spoleto per toccare poi Poreta, Trevi, Foligno e Spello fino a giungere ad Assisi.
Via Di Roma
I due tragitti fino ad Assisi sono uniti in un unico cammino che va dal Santuario della Verna fino a Roma. Le tappe indicate vanno in questo ordine.

### Firenze - La Verna

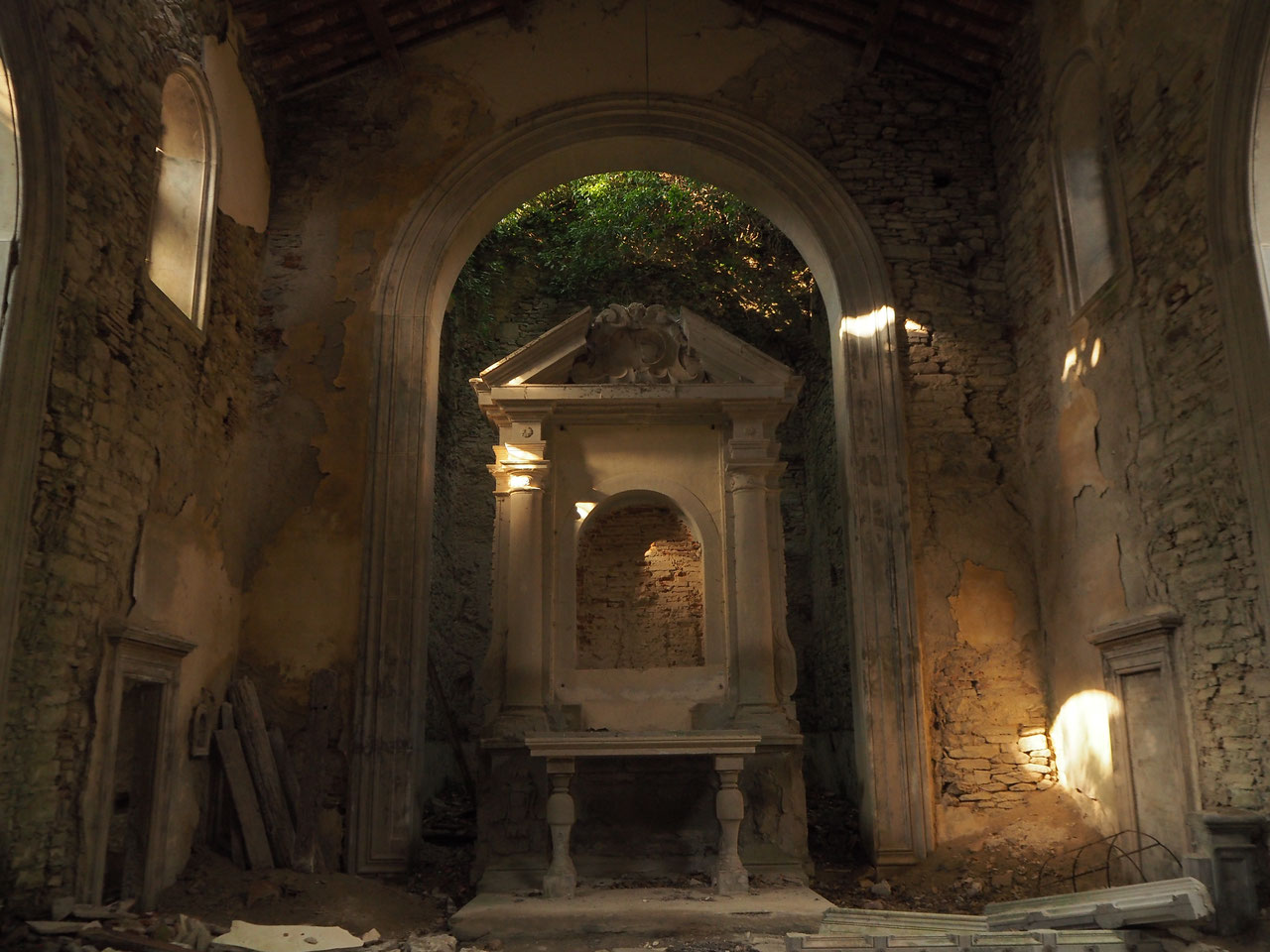
Interno della chiesa della Madonna dei Fossi, località in cui si trovava anche una foresteria francescana

Un itinerario alternativo e aggiuntivo ripercorre i passi di San Francesco nei suoi viaggi da Firenze al Santuario de La Verna. Il percorso parte da Firenze e si articola sulla riva destra dell'Arno fino a Pontassieve, in Valdisieve, nella Montagna Fiorentina, da cui poi sale lungo l'antica Mulattiera Casentinese, attraversando antichi castelli come Nipozzano, paesaggi mozzafiato come le campagne del Chianti Rufina, fino ad antiche chiese come Santa Maria in Ferrano e Santa Margherita di Antiochia a Tòsina.
La Via prosegue verso l'Oratorio della Madonna del Carmine ai Fossi, non distante da Pomino, in cui era situato l'antico passo che collegava la Valdisieve con il Casentino. Grazie ad un documento trovato dall'Ecomuseo Montagna Fiorentina in seguito ad un lungo periodo di ricerca e studio, è stato possibile confermare come in tale località, San Francesco fosse transitato nel 1220 e avesse compiuto il "miracolo dell'acqua", credenza ancora presente nella zona.
Il via prosegue verso il Passo della Consuma, poi verso Gualdo e infine attraverso il Casentino, si giunge al Santuario della Verna

## Il Pellegrino
Lungo il percorso i pellegrini hanno molteplici possibilità di alloggio nelle diverse tipologie.
Anche la Via di Francesco ha la sua Credenziale da far timbrare nelle località dove si alloggia durante il cammino. La Credenziale viene fornita dai volontari dei progetto "PiccolAccoglienza Gubbio" della Diocesi di Gubbio che provvede all'invio; la credenziale non ha un prezzo, ma è gradita una offerta per coprire i costi di spedizione e gestione del servizio.
Giunti a destinazione, potendo dimostrare di avere percorso a piedi gli ultimi 100 km, oppure gli ultimi 200 in bicicletta, si può richiedere il Testimonium Peregrinationis Peractae ad Sanctorum Francisci et Clarae Civitatem, un attestato religioso che certifica il pellegrinaggio fino ad Assisi.
Ad Assisi, per tutti i pellegrini che hanno terminato il cammino, si tiene la "Messa del pellegrino" tutti i giorni da aprile ad ottobre.

## Segnaletica
L'intero cammino è segnalato attraverso tabelle di colore giallo e celeste e, anche se non per tutto il percorso, con strisce verniciate su pietre e alberi.

Accanto al logo del cammino vi è molto spesso anche un tau giallo: il tau è simbolo francescano per eccellenza mentre il giallo è universalmente riconosciuto come colore ufficiale dei cammini.

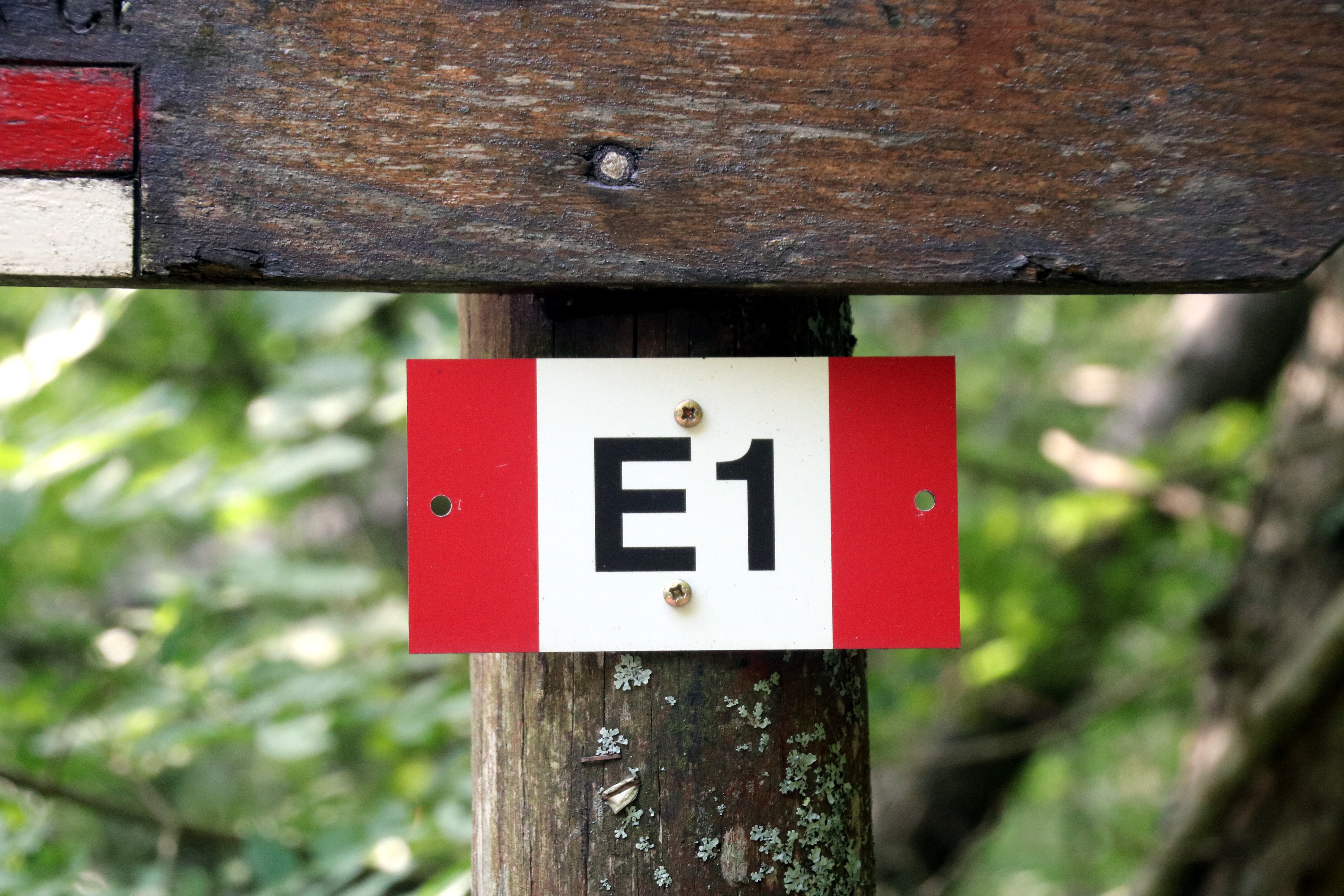
Segnaletica bianco-rossa del Cai nel tratto toscano
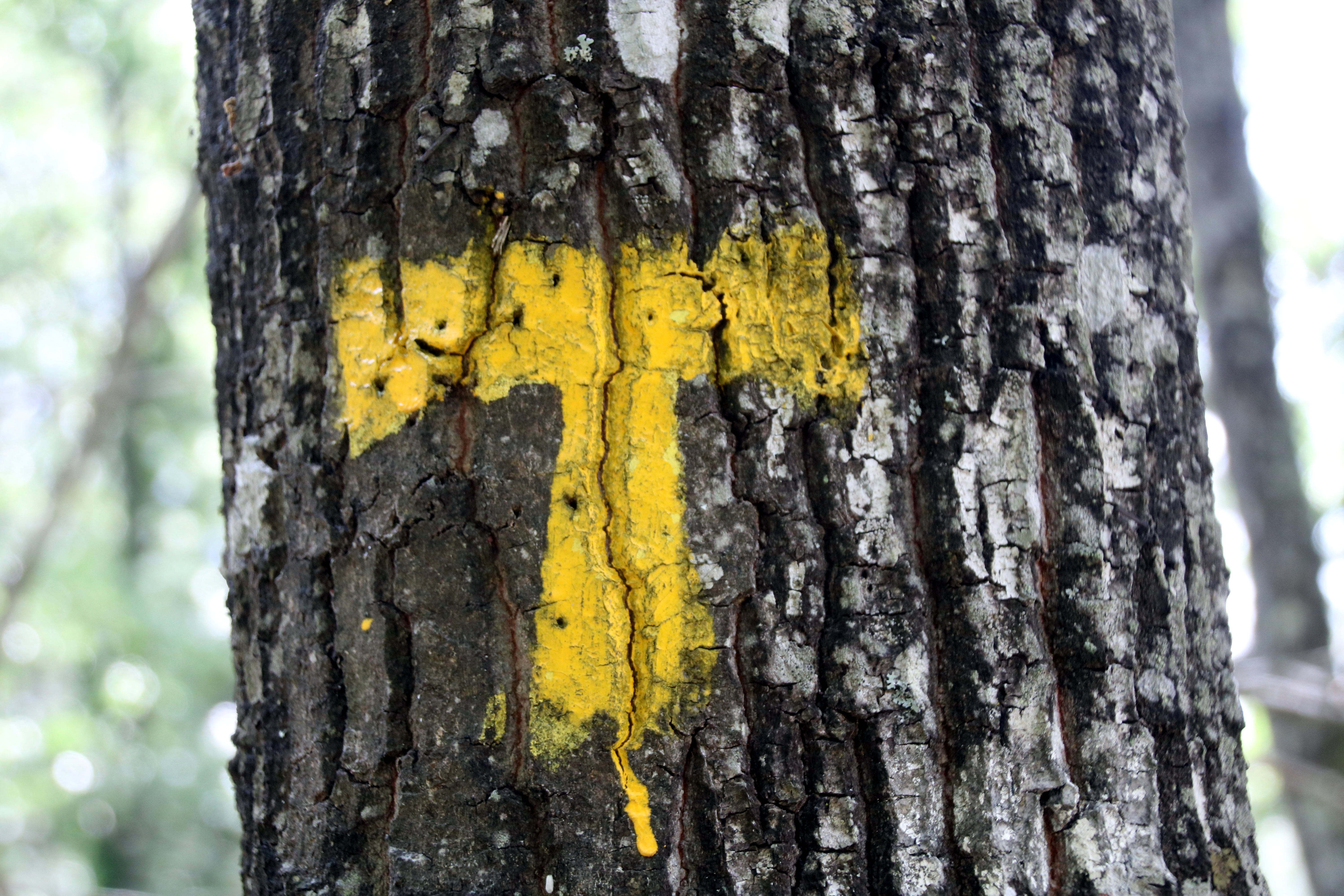
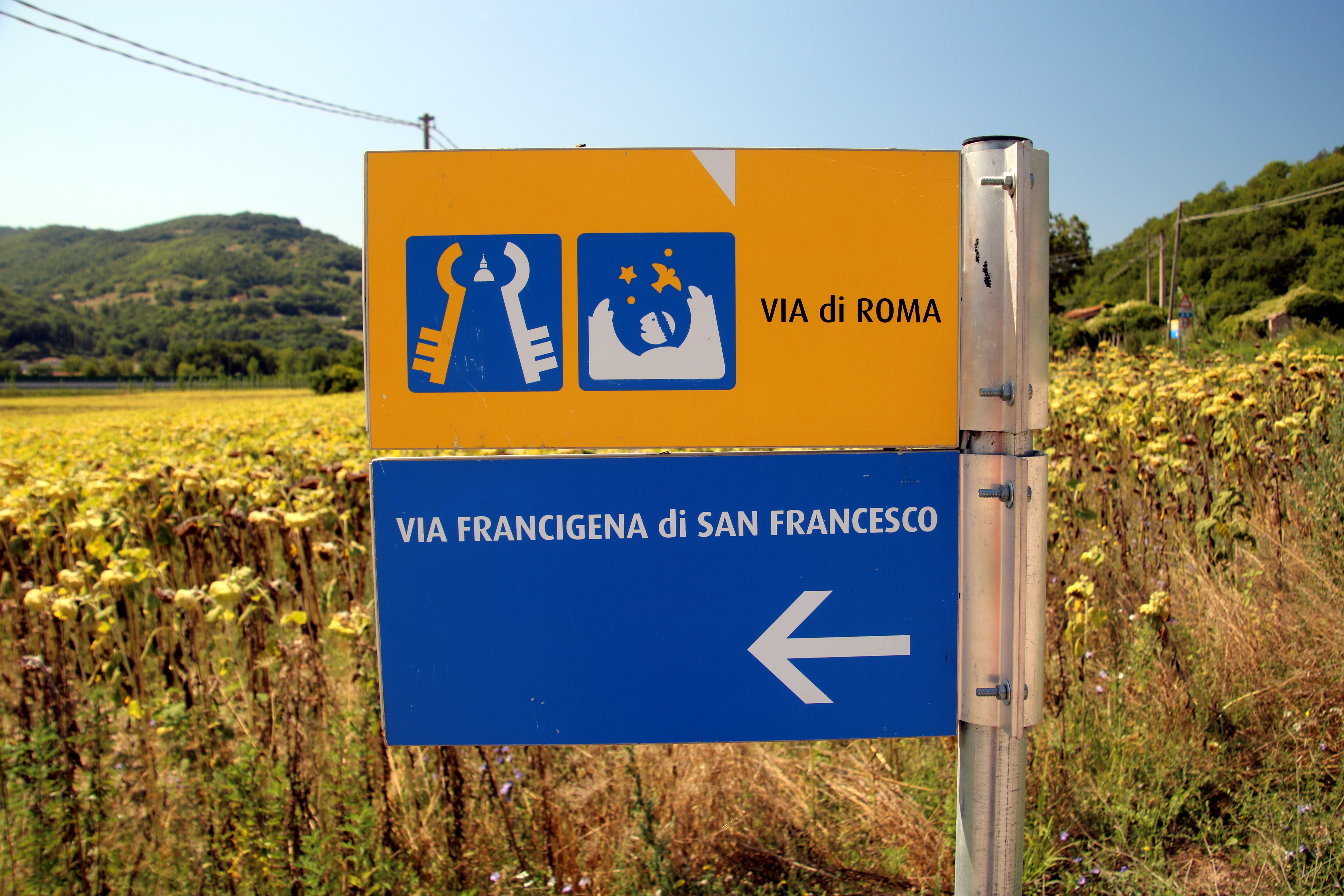
Segnaletica giallo-blu nel tratto umbro

## Le tappe del cammino da la Verna a Roma
- dalla Verna a Pieve Santo Stefano km 15,5
- da Pieve Santo Stefano a Sansepolcro km 36
- da Sansepolcro a Citerna km 13
- da Citerna a Città di Castello km 20
- da Città di Castello a Pietralunga km 29,5
- da Pietralunga a Gubbio km 26,15
- da Gubbio a Valfabbrica km 38
- da Valfabbrica ad Assisi km 13,46
  - da Valfabbrica a Perugia km 29,2
  - da Perugia ad Assisi km 25,37
- da Assisi a Foligno km 19,35
- da Assisi a Foligno km 22,25 (escursionistica)
- da Foligno a Trevi km 12,44
- da Trevi a Poreta km 12,07
- da Poreta a Spoleto km 15,55
- da Spoleto a Ceselli km 16,24
- da Ceselli ad Arrone km 14,63
  - da Arrone a Piediluco km 13,5
  - da Arrone a Terni km 15,7
  - da Terni a Greccio km 21,9
  - da Greccio a Rieti km 23,45
  - da Piediluco a Poggio Bustone km 22,04
  - da Poggio Bustone a Rieti km 17,79
- da Rieti a Torricella in Sabina e Poggio San Lorenzo km 21,81
- da Poggio San Lorenzo a Ponticelli di Scandriglia km 20,04
- da Ponticelli di Scandriglia a Monterotondo km 28,8
  - deviazione per Farfa da Ponticelli di Scandriglia ad Acquaviva di Nerola km 26,26
- da Monterotondo a Monte Sacro km 18,05
- da Monte Sacro a Roma km 15,21

## Galleria d'immagini

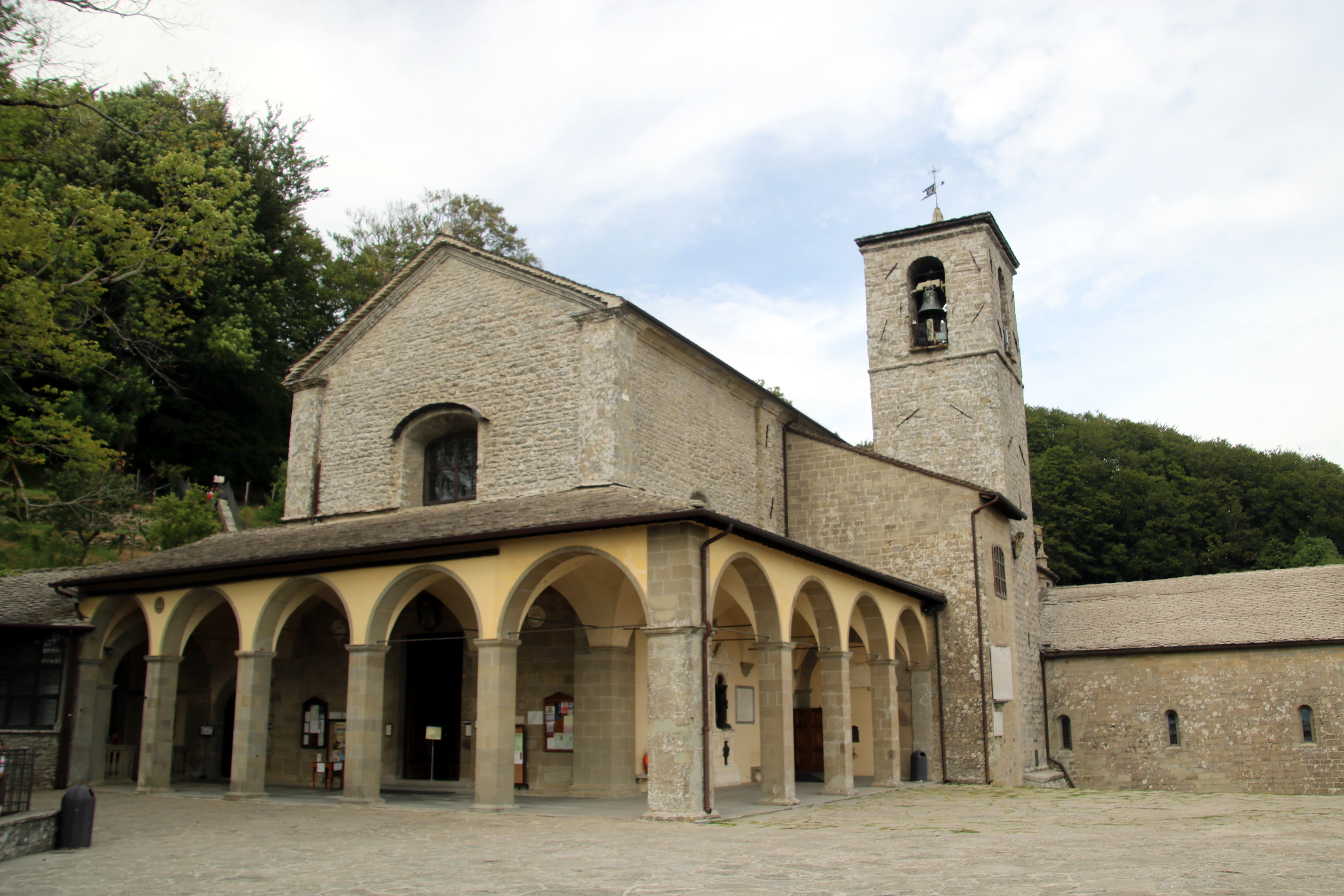
Santuario della Verna
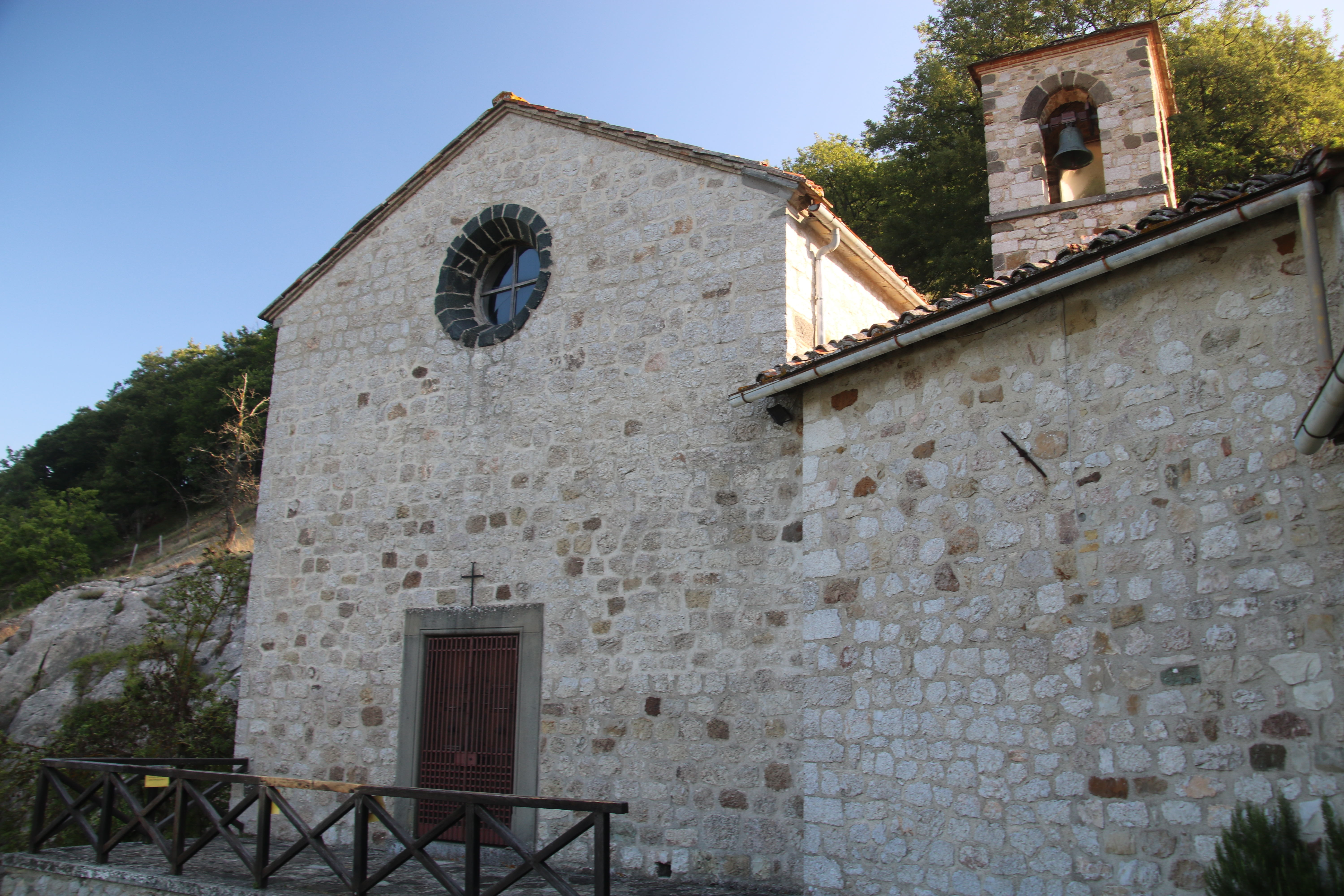
Eremo di Cerbaiolo
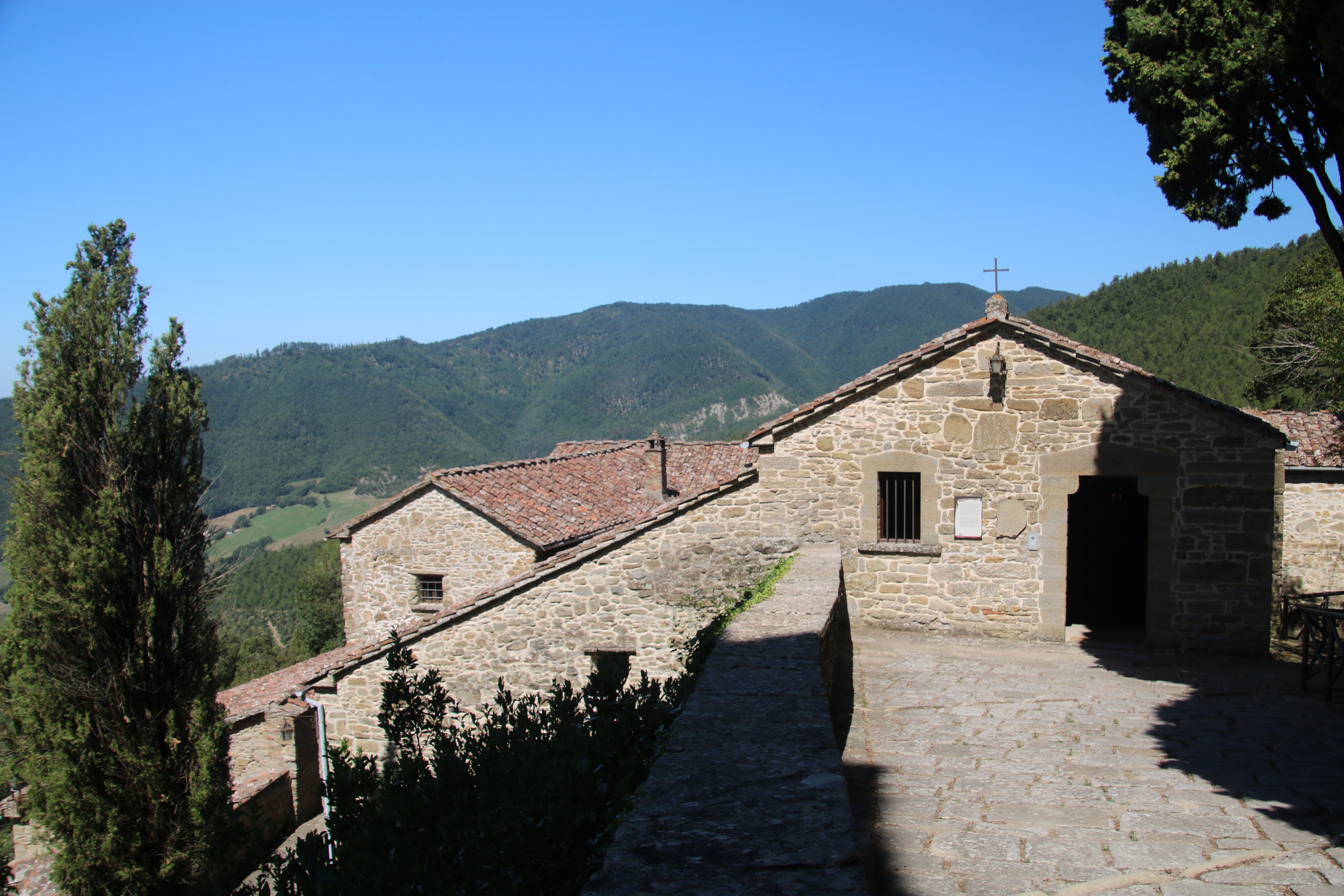
Convento di Montecasale
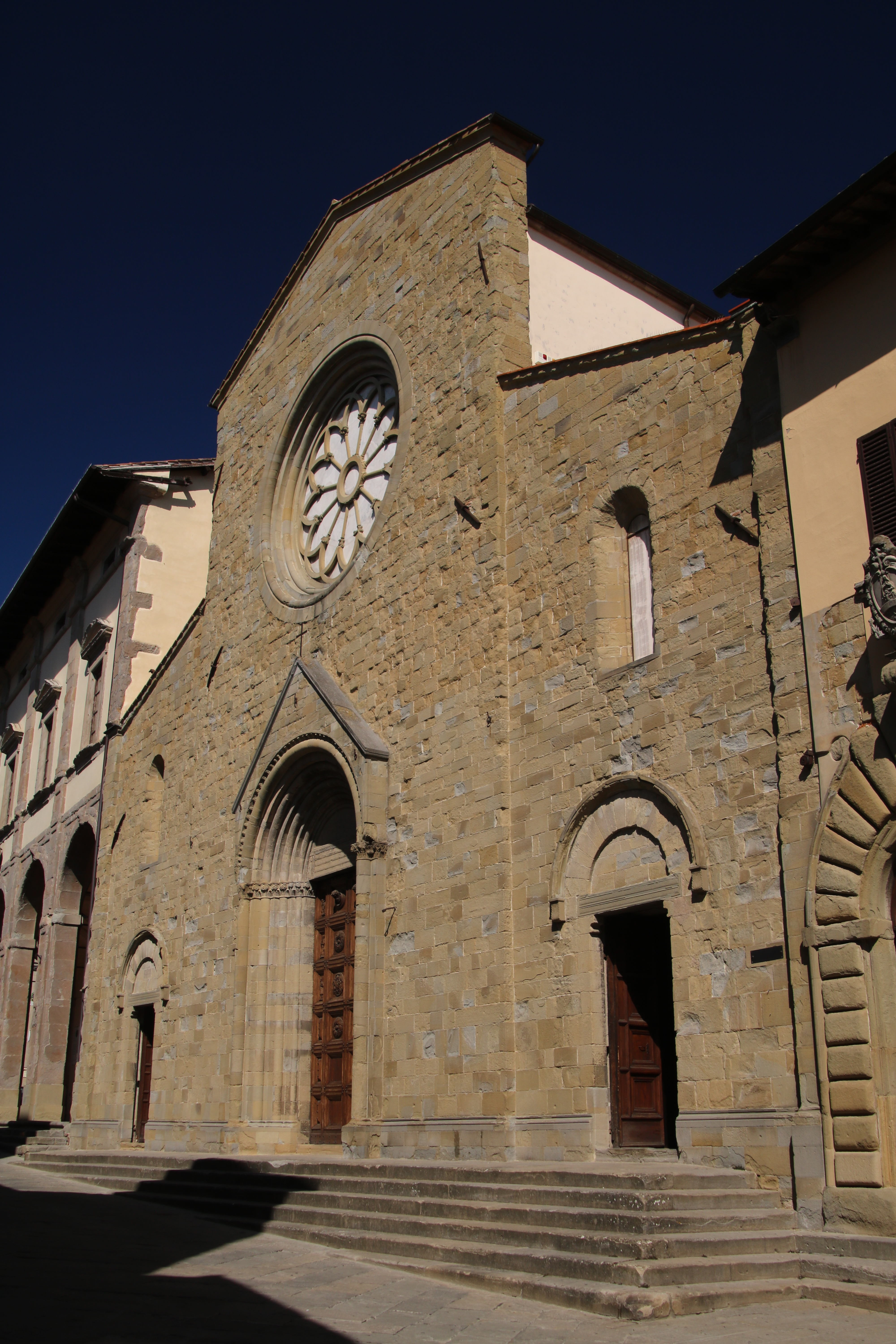
Duomo di Sansepolcro
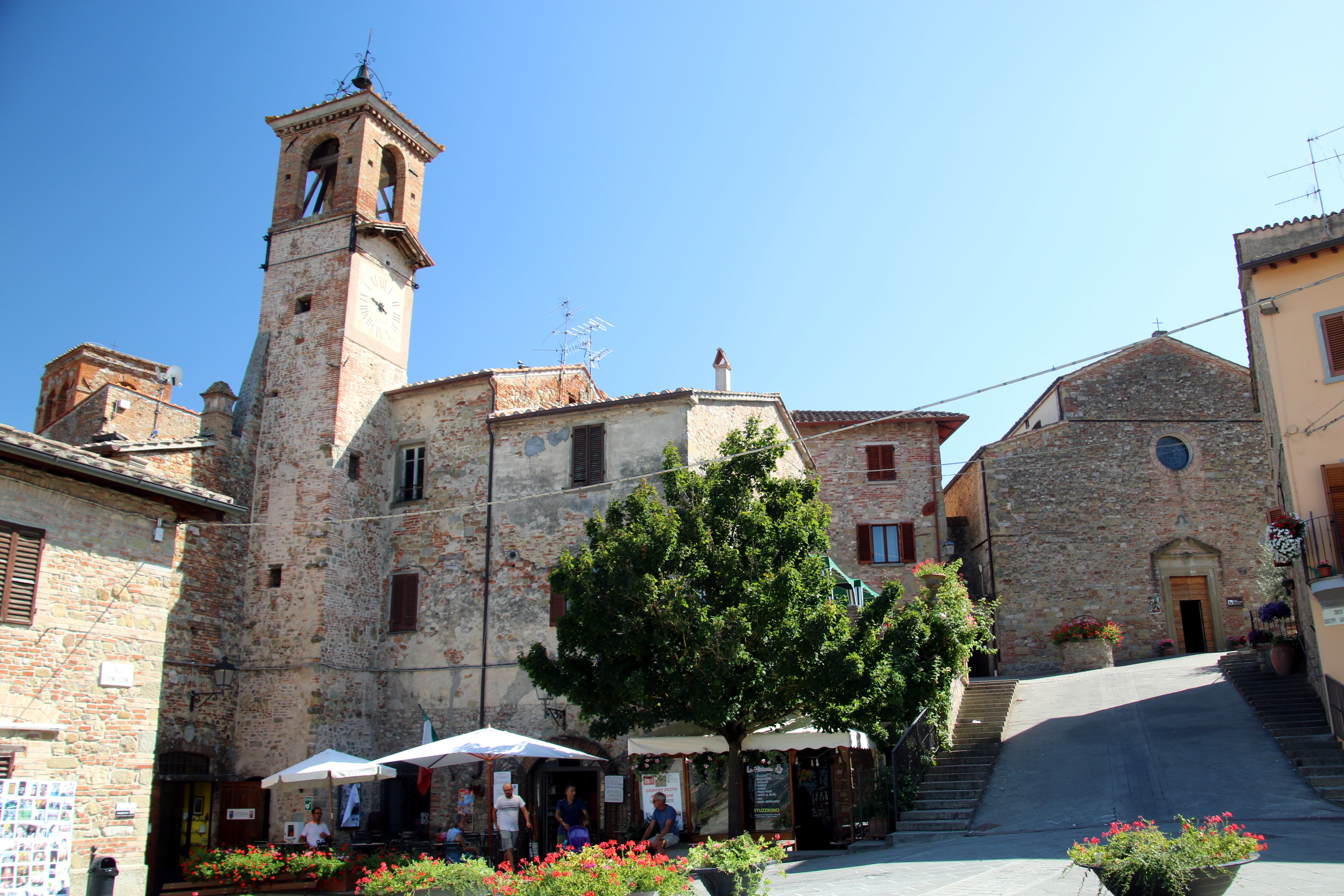
Citerna
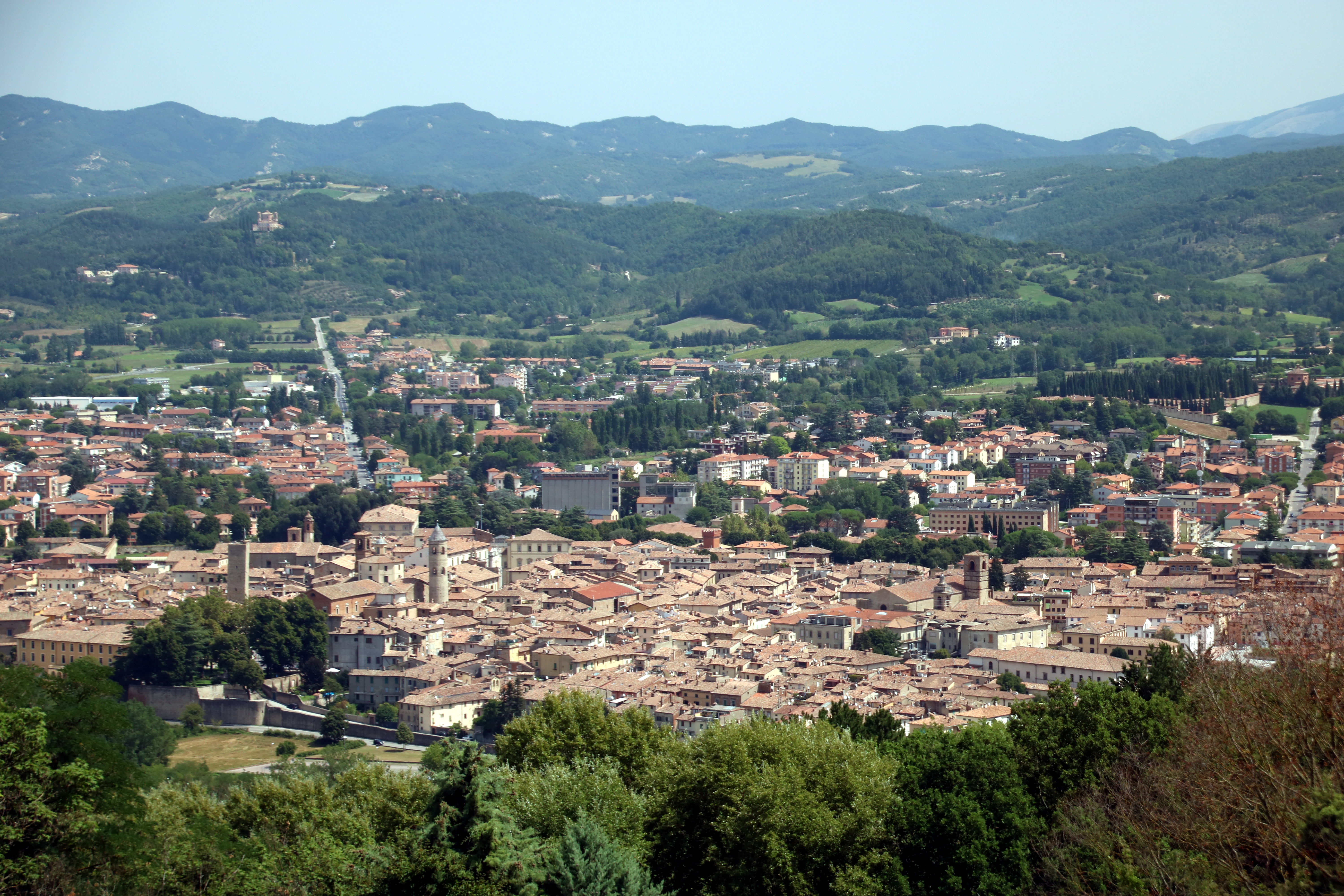
Panorama di Città di Castello
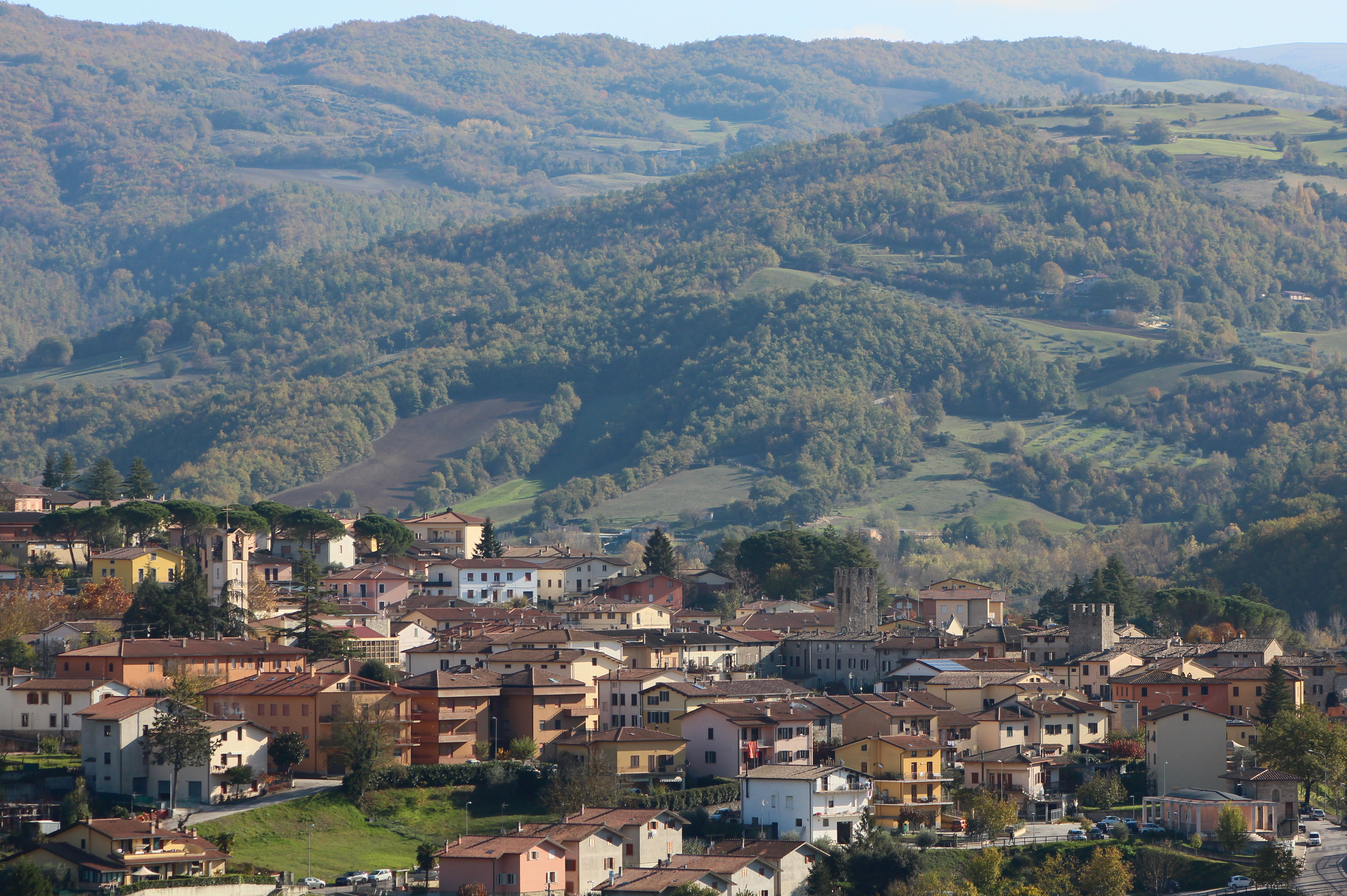
Panorama di Valfabbrica
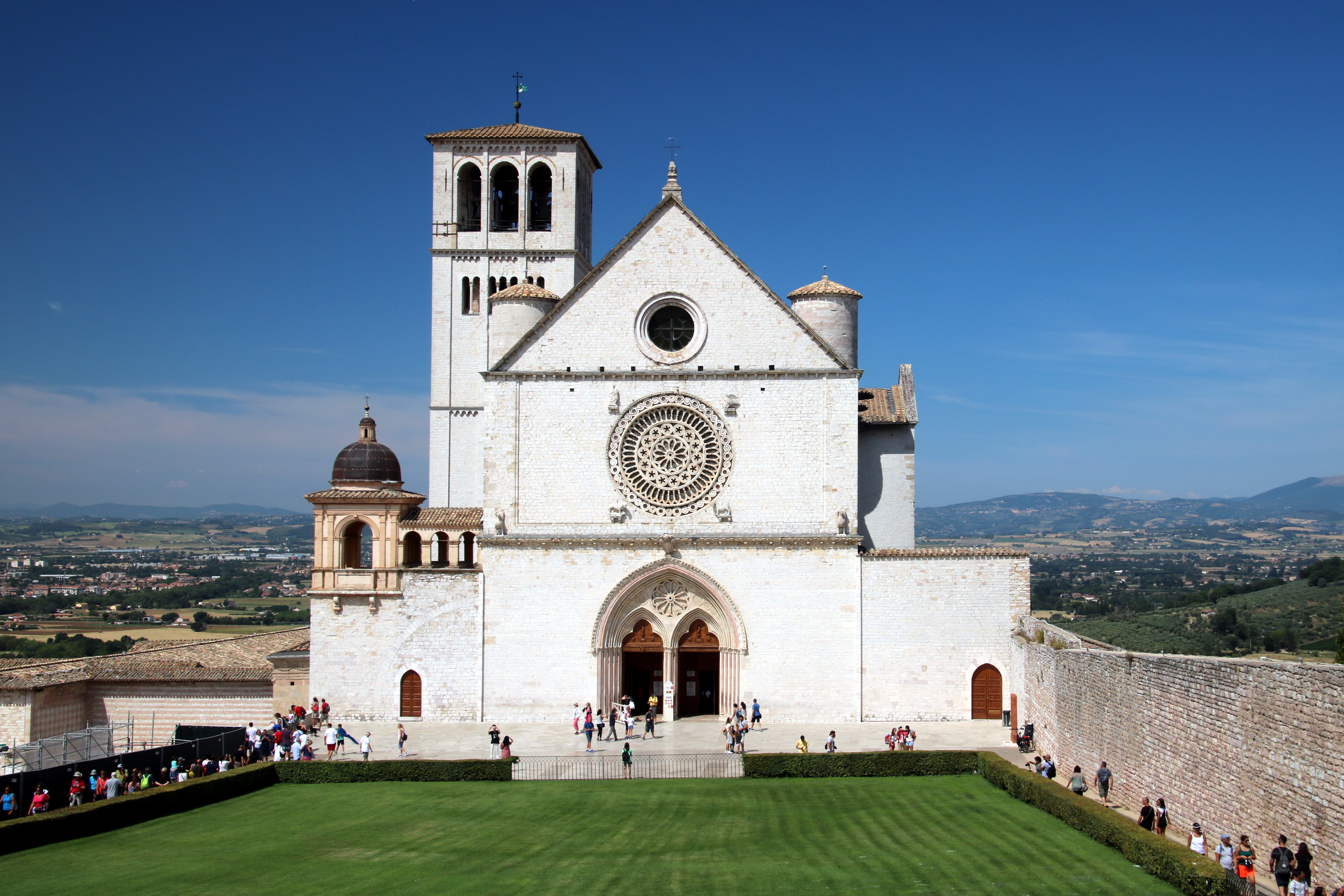
Basilica di San Francesco in Assisi
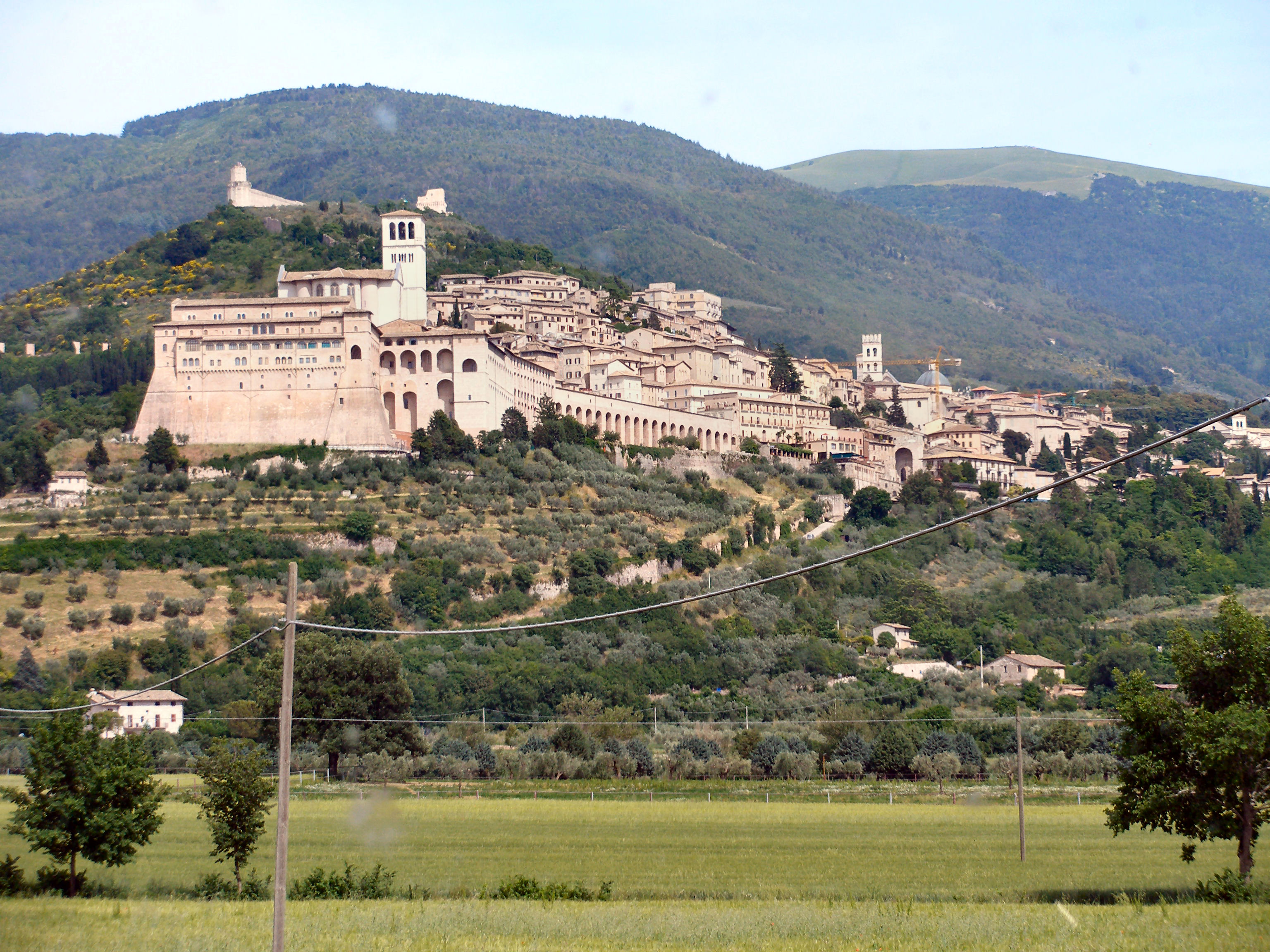
Assisi vista dalla valle
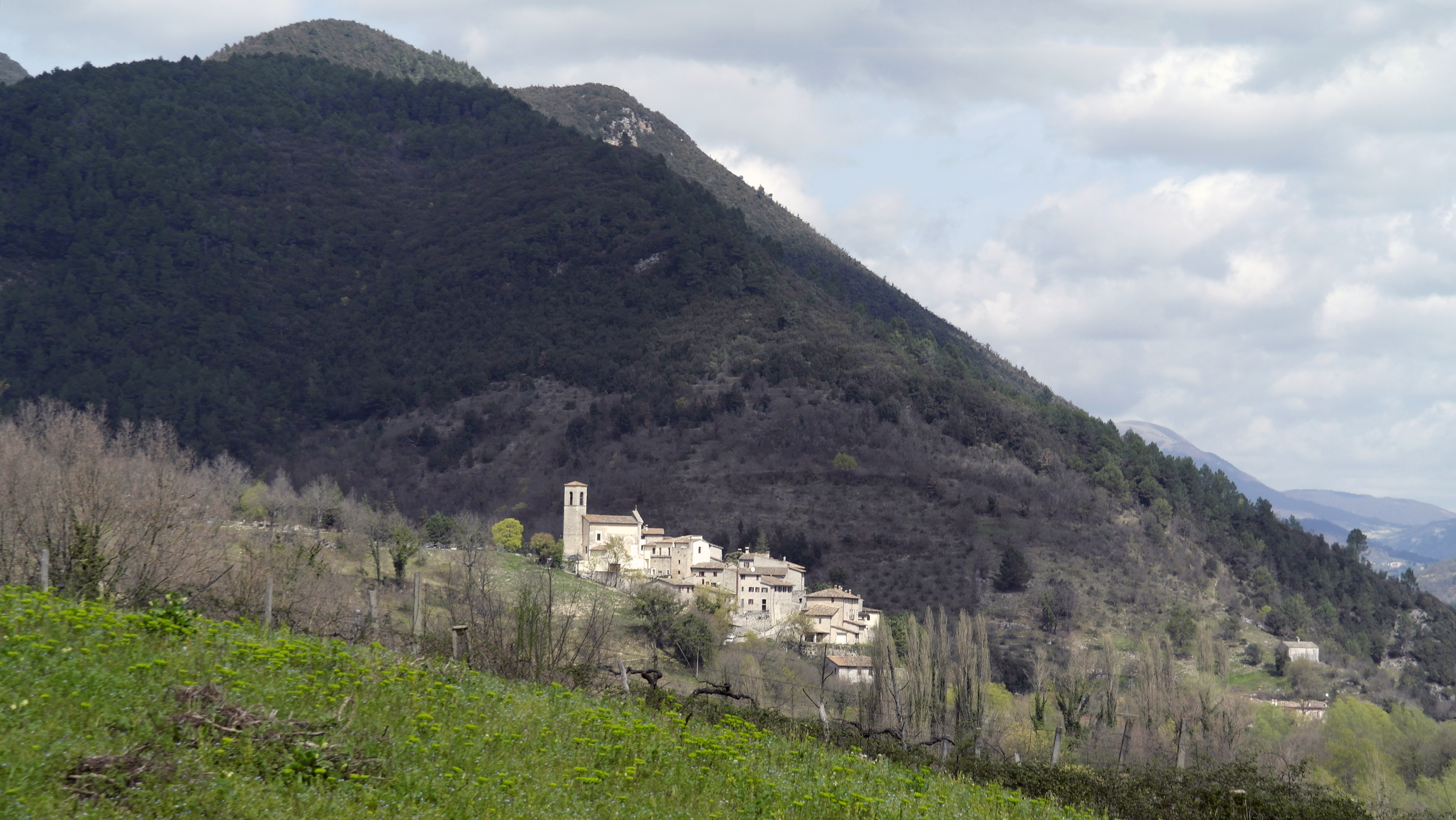
Panorama di Ceselli
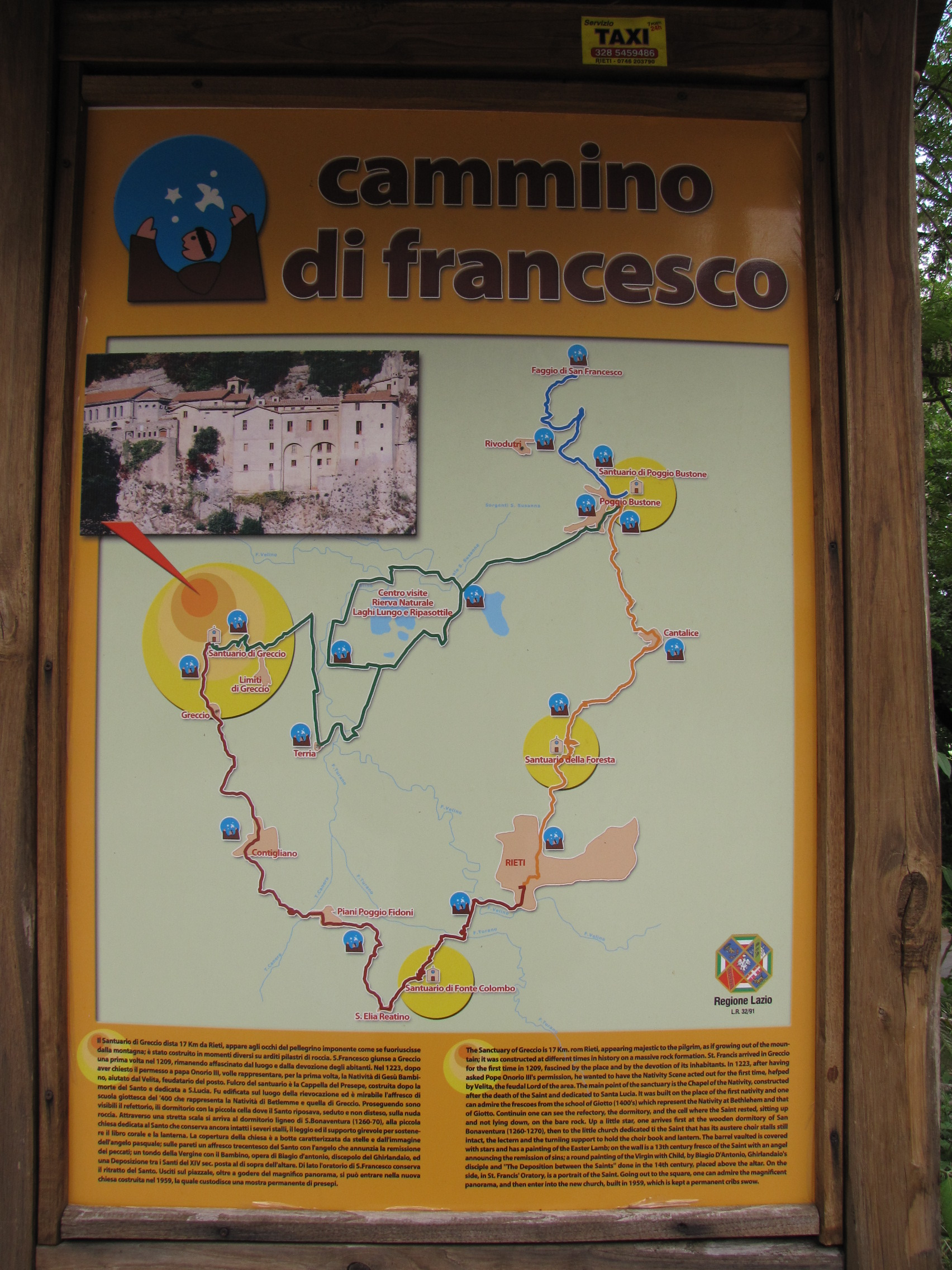
Mappa del cammino con le due opzioni per raggiungere Rieti
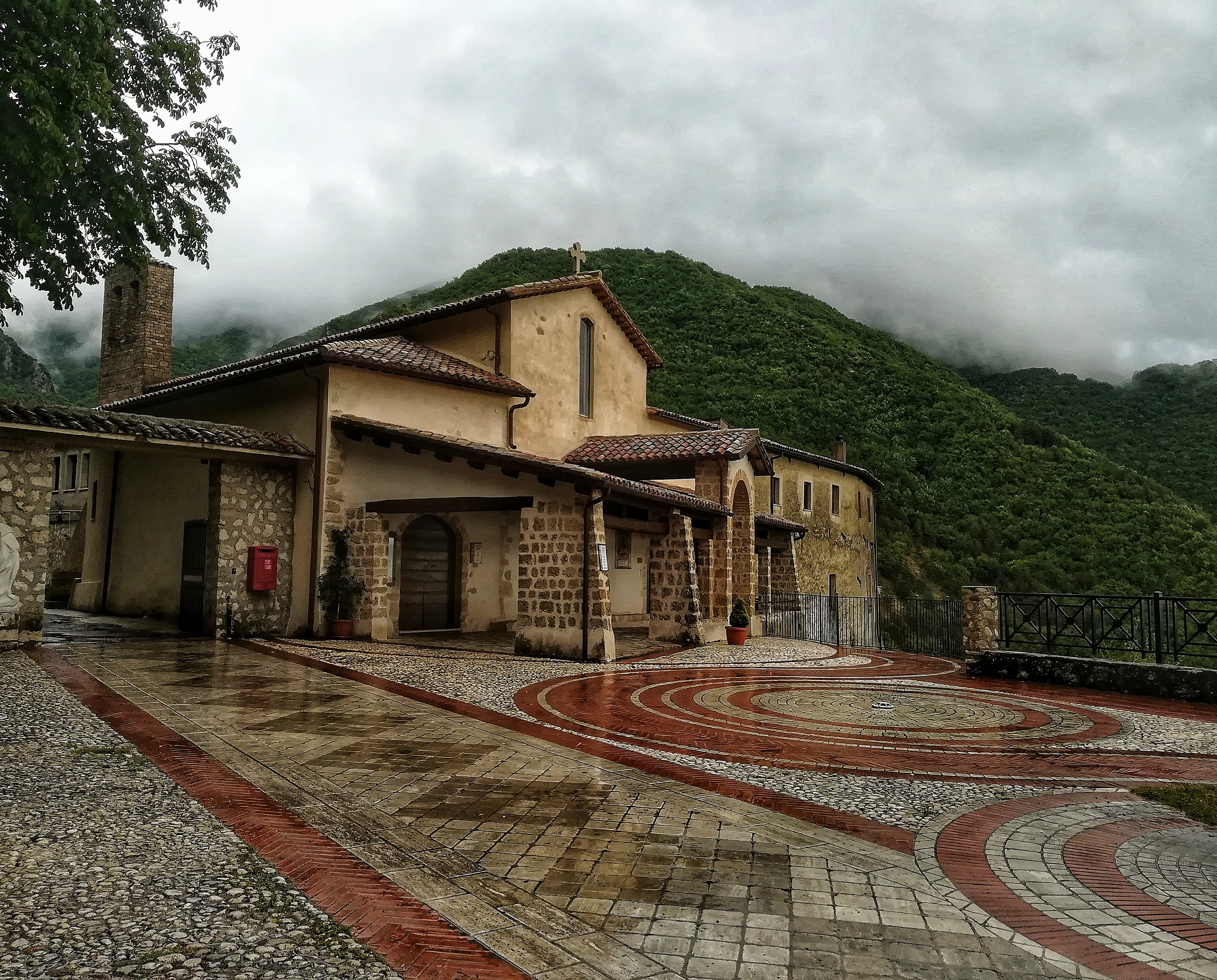
Santuario di Poggio Bustone
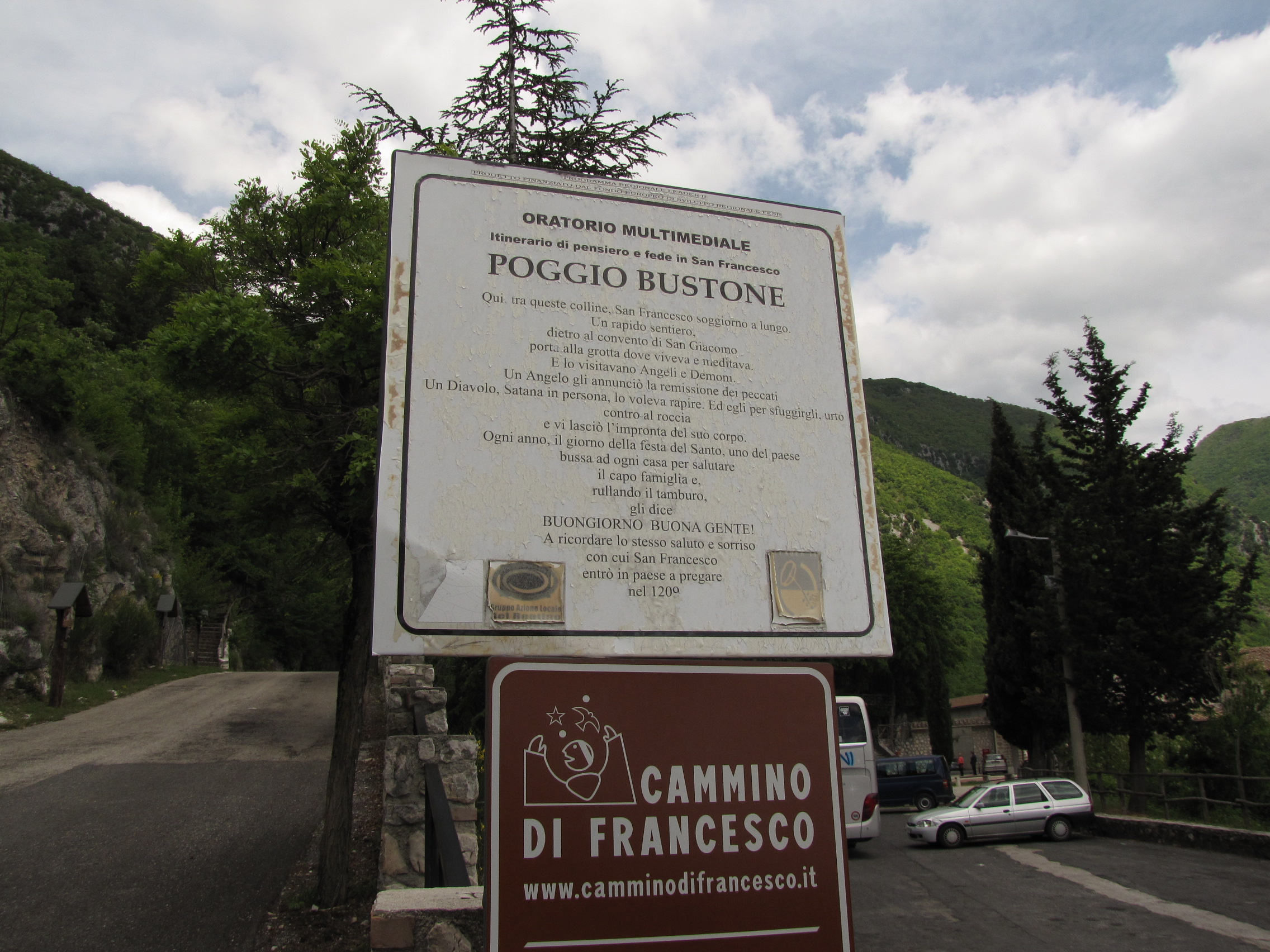
Ingresso al Santuario di Poggio Bustone
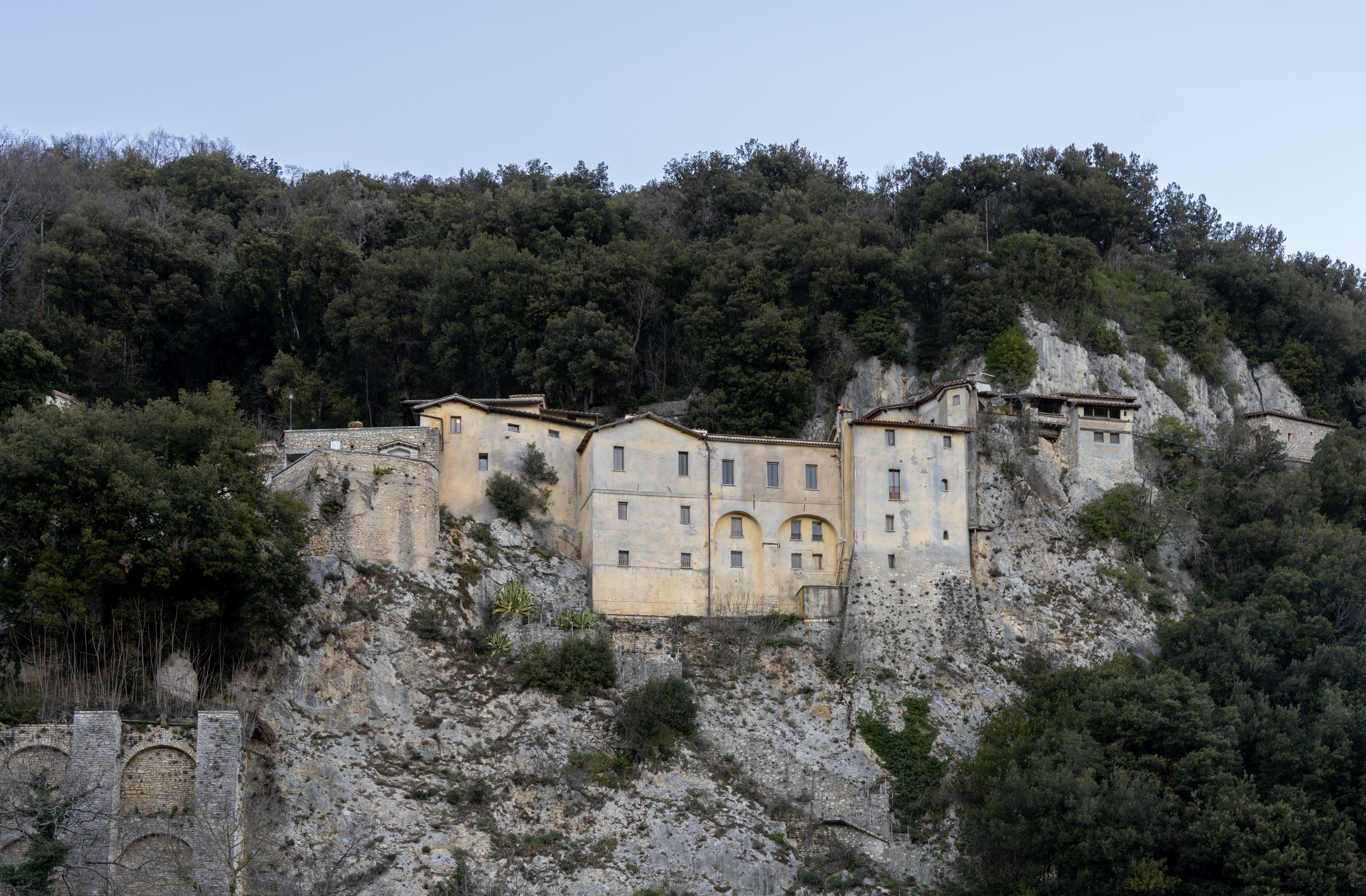
Santuario di Greccio
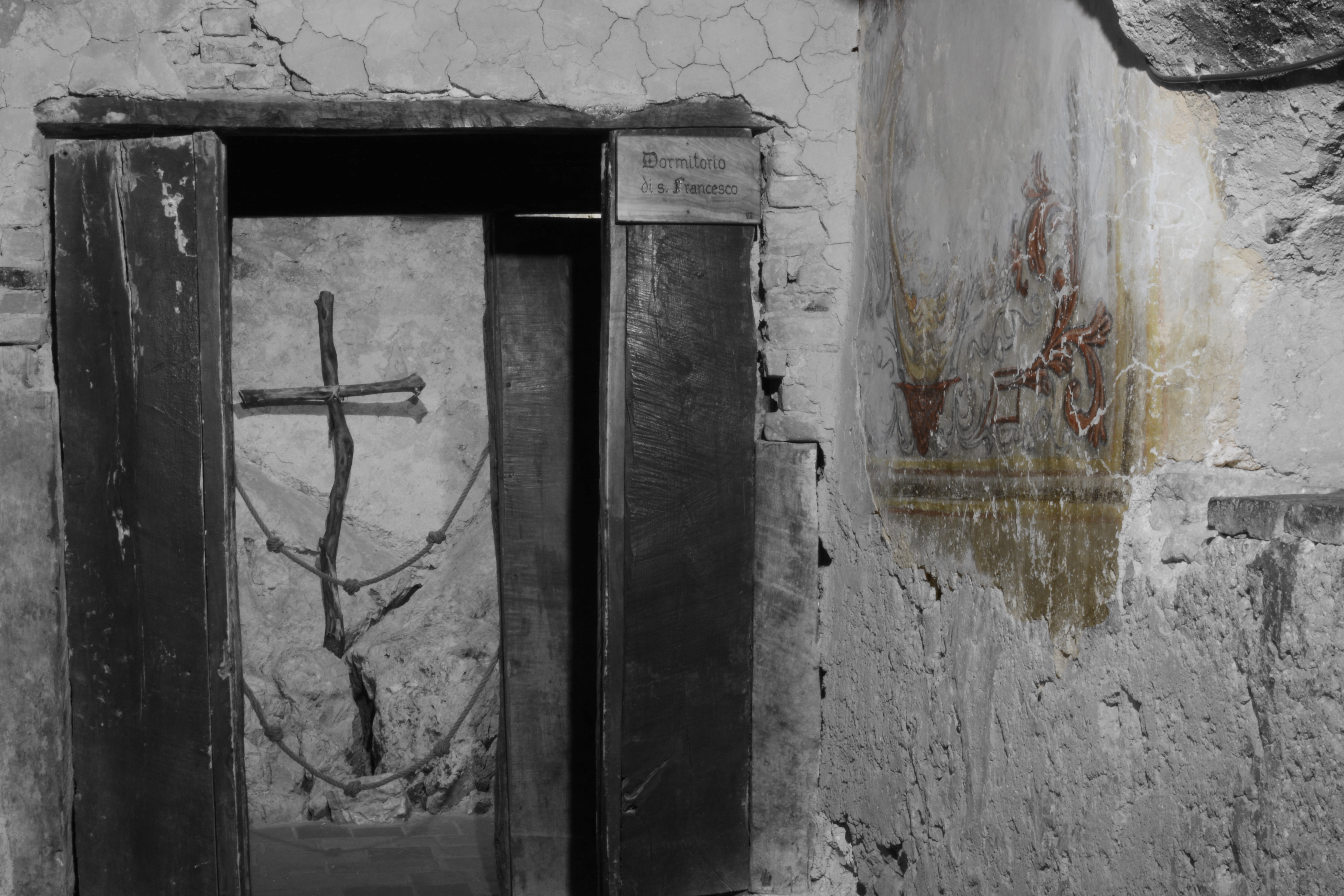
Dormitorio di San Francesco a Greccio
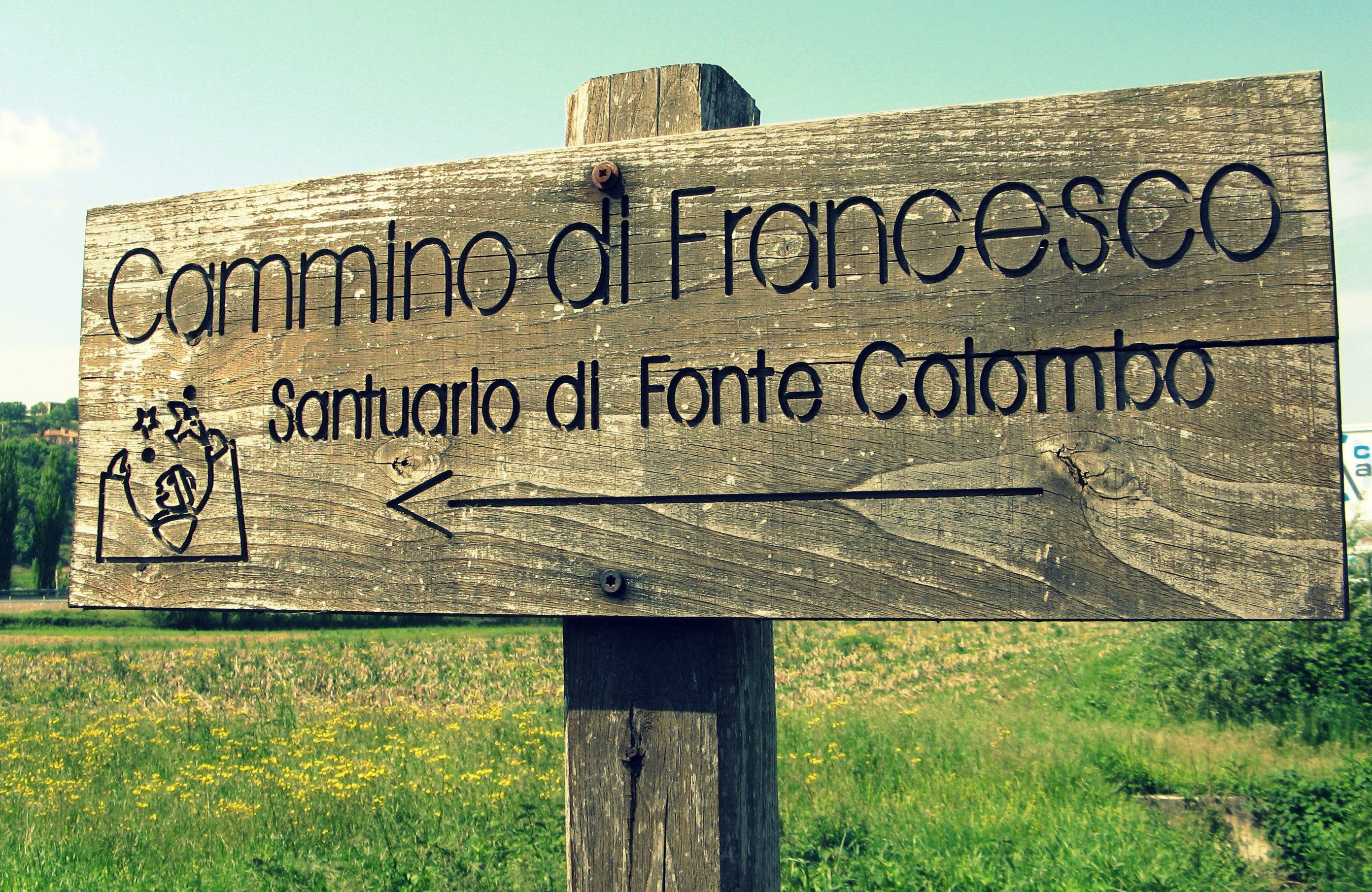
Ingresso al Santuario di Fonte Colombo
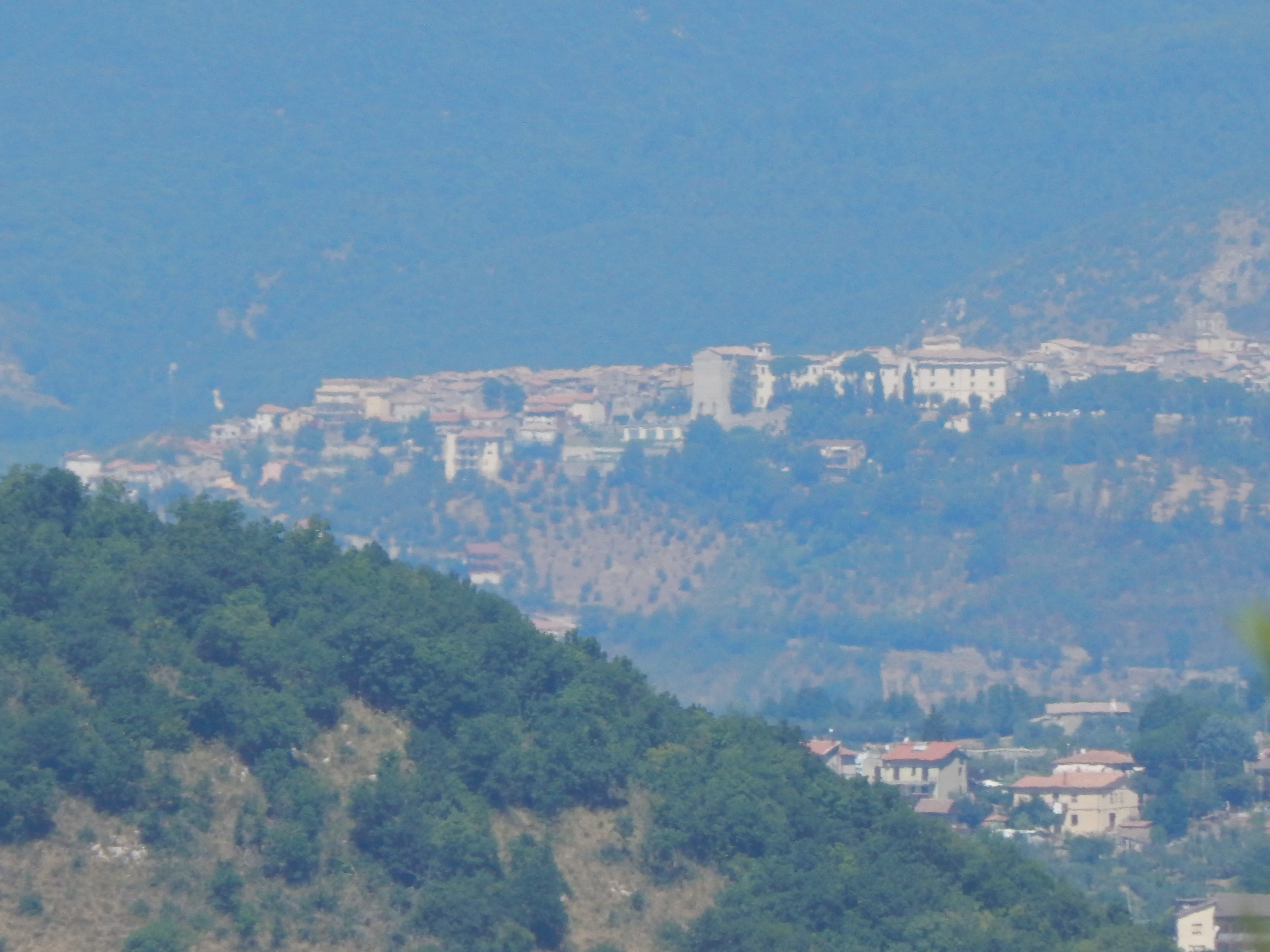
Ponticelli di Scandriglia
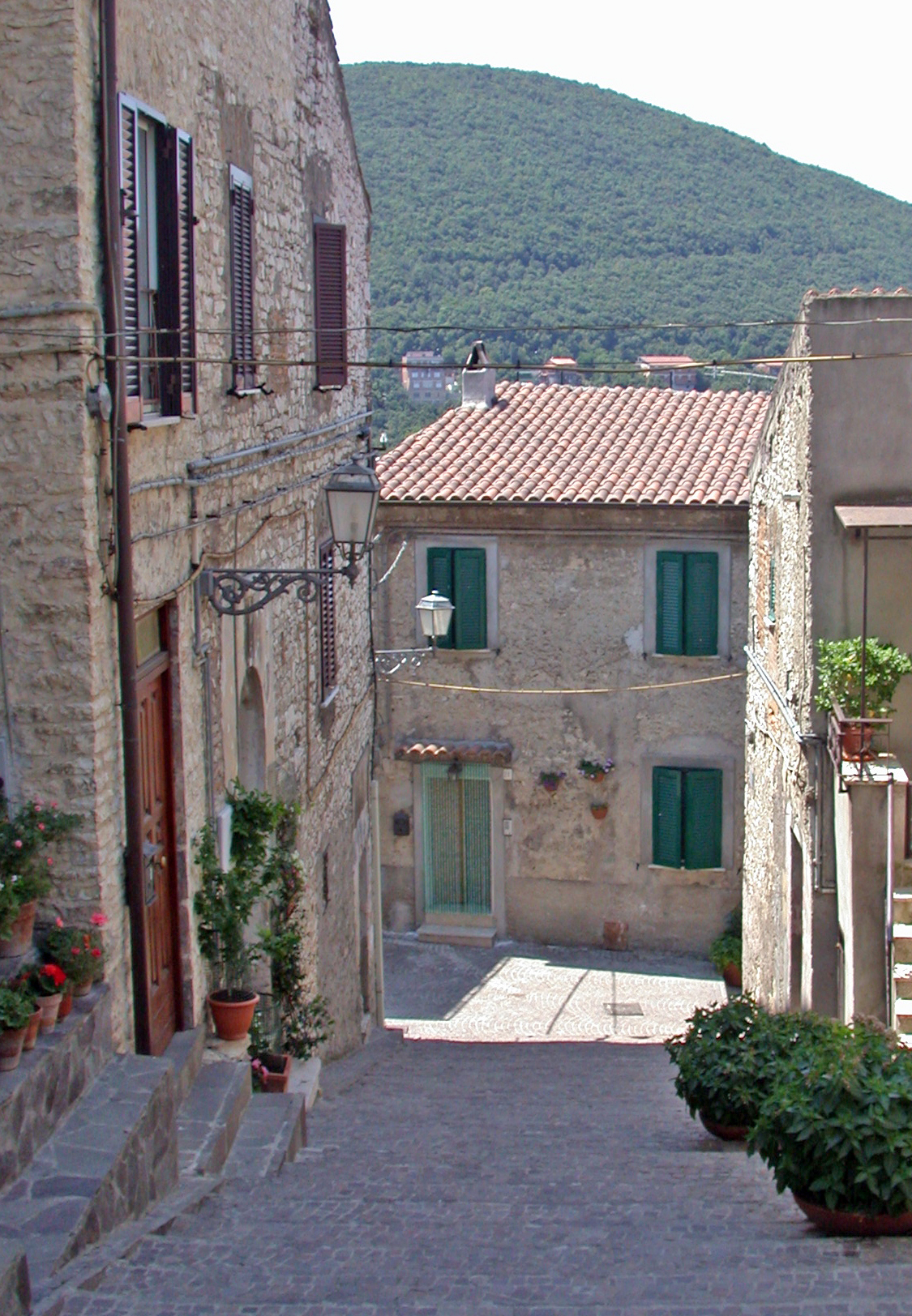
Centro storico di Nerola
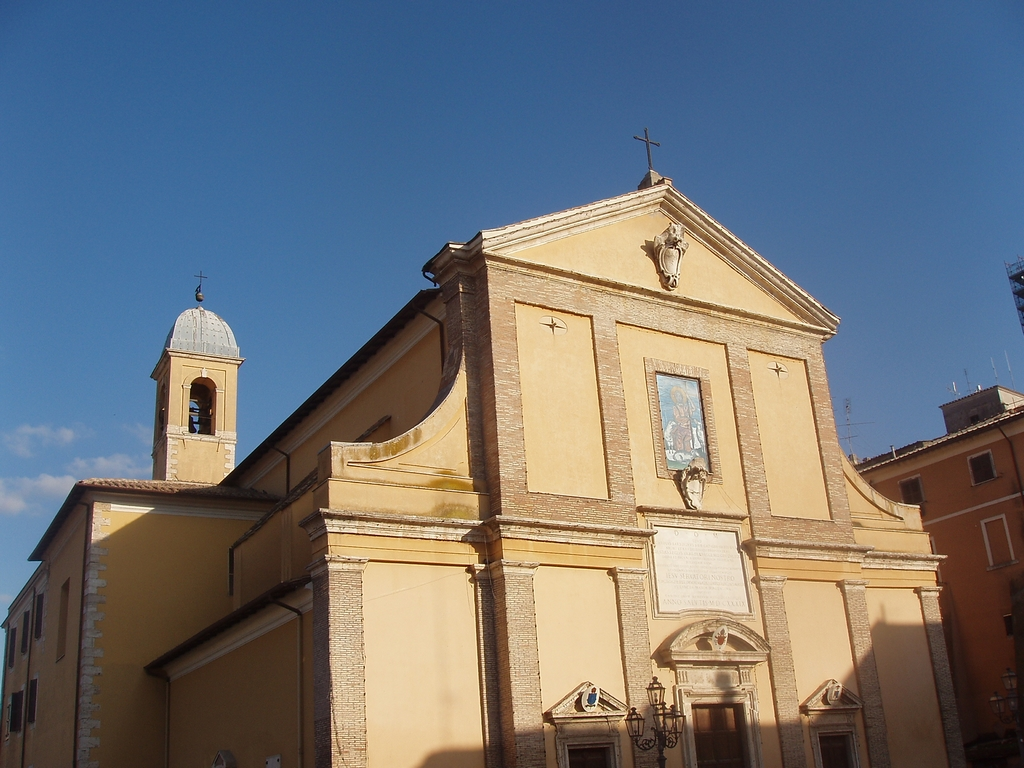
Il Duomo di Monterotondo
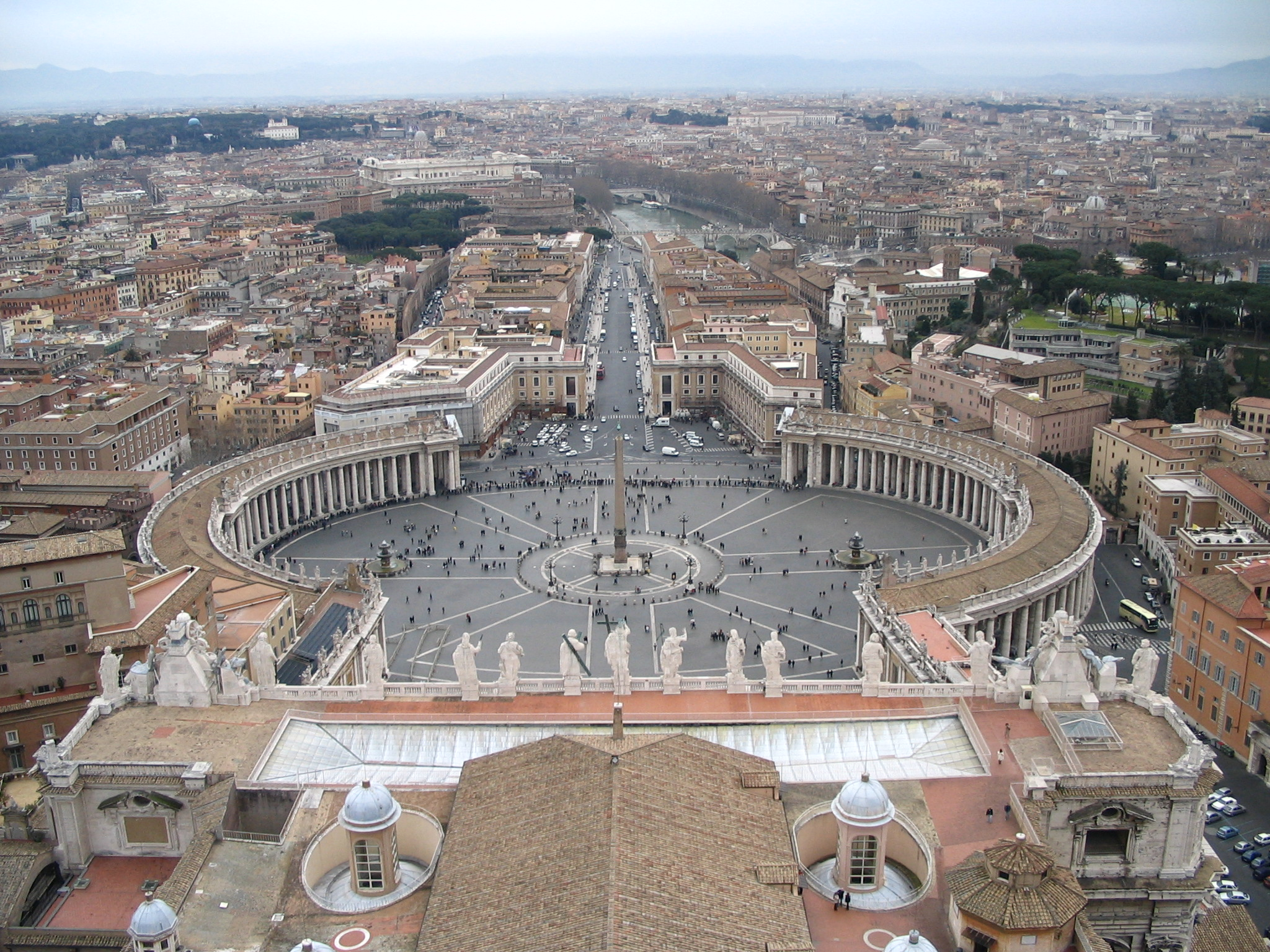
Piazza San Pietro in Roma